# Gonomyia robinsoni
Gonomyia robinsoni är en tvåvingeart som beskrevs av Edwards 1928. Gonomyia robinsoni ingår i släktet Gonomyia och familjen småharkrankar. Inga underarter finns listade i Catalogue of Life.